# Агва Гранде
Агва Гранде је дистрикт у Сао Томе и Принципе. Његов главни град је Сао Томе. Простире се на 17 km² и најмањи је дистрикт по површини у држави, али највећи по броју становника. Процењује се да има 54.300 становника у 2004. години.

Становништво дистрикта
- 1940 8.431 (13,9% укупне популације државе)
- 1950 7.821 (13,0% укупне популације државе)
- 1960 9.586 (14,9% укупне популације државе)
- 1970 19.636 (26,6% укупне популације државе)
- 1981 32.375 (33,5% укупне популације државе)
- 1991 42.331 (36,0% укупне популације државе)
- 2001 51.886 (37,7% укупне популације државе)